# Hetényi Imre
Hetényi Imre, Hofbauer (Pest, 1871. május 19. – Budapest, 1946. március 4.) orvos, jogász, Budapest rendőrfőkapitány-helyettese, a Horthy-rendszer politikai rendőrségének főnöke.

## Életútja
Édesanyja Hofbauer Zsófia. Az orvostudományi doktorátus megszerzése és a jogi egyetem elvégzése után 1914-ben detektívfelügyelőként a rendőrség szolgálatába lépett, ahol a politikai osztályon működött.
1918-ban tanácsos, 1920-ban főtanácsos, 1922 után főkapitányhelyettes. 1932 márciusában a politikai rendészeti osztály vezetője lett. Hofbauer családi nevét 1905-ben Hetényire változtatta. Nevéhez fűződik a kommunista és egyéb haladó mozgalmak üldözése. 1938-ban nyugdíjazták. (Utóda Sombor-Schweinitzer József volt, akit 1944-ben a németek elhurcoltak a Flossenbürgi koncentrációs táborba.) Halálát agyvérzés, érelmeszesedés okozta. Felesége Greilinger Zsuzsanna Karolina volt, akivel 1904. július 31-én kötött házasságot Budapesten, az Erzsébetvárosban.

## Műve
- Amikor a rend őre voltam (Bp., é. n.)